# مهارکننده جانوس کیناز
مهارکننده جانوس کیناز (به انگلیسی: Janus kinase inhibitors) همچنین شناخته شده به عنوان مهارکننده‌های JAK یک نوع درمان است که توسط مهار فعالیت یک یا چند خانواده جانوس کیناز از آنزیم‌ها (JAK1، JAK2، JAK3، TYK2)، در نتیجه دخالت با مسیر سیگنالینگ JAK-STAT. این مهارکننده‌ها دارای کاربردهای درمانی در درمان سرطان و بیماری‌های التهابی هستند.